# Michal Gašparík (1956)
Michal Gašparík (* 23. dubna 1956) je bývalý slovenský fotbalový útočník. Jeho syn Michal Gašparík nastupoval v liza za FC Spartak Trnava, FK SIAD Most, FK Teplice, DAC 1904 Dunajská Streda a Górnik Zabrze.

## Fotbalová kariéra
V československé lize hrál za Spartak Trnava a Duklu Banská Bystrica, nastoupil ve 268 utkáních a dal 54 gólů. V Poháru vítězů pohárů nastoupil ve 2 utkáních. Za dorosteneckou reprezentaci nastoupil v 6 utkáních a za juniorskou reprezentaci nastoupil v 8 utkáních a dal 1 gól. Vítěz Československého poháru 1975 a 1986. V zahraniční působil na Kypru v týmu AEL Limassol.

## Ligová bilance
| Ročník                                   | Zápasy | Góly | Klub                  |
| ---------------------------------------- | ------ | ---- | --------------------- |
| 1. československá fotbalová liga 1973/74 | 3      | 0    | TJ Spartak Trnava     |
| 1. československá fotbalová liga 1974/75 | 25     | 2    | TJ Spartak Trnava     |
| 1. československá fotbalová liga 1975/76 | 19     | 4    | TJ Spartak Trnava     |
| 1. československá fotbalová liga 1976/77 | 16     | 1    | TJ Spartak Trnava     |
| 1. československá fotbalová liga 1977/78 | 20     | 5    | TJ Spartak Trnava     |
| 1. československá fotbalová liga 1978/79 | 22     | 9    | TJ Spartak Trnava     |
| 1. československá fotbalová liga 1979/80 | 12     | 0    | TJ Spartak Trnava     |
| 1. československá fotbalová liga 1979/80 | 8      | 1    | Dukla Banská Bystrica |
| 1. československá fotbalová liga 1980/81 | 13     | 0    | TJ Spartak Trnava     |
| 1. československá fotbalová liga 1981/82 | 23     | 6    | TJ Spartak Trnava     |
| 1. československá fotbalová liga 1982/83 | 29     | 8    | TJ Spartak Trnava     |
| 1. československá fotbalová liga 1983/84 | 27     | 10   | TJ Spartak Trnava     |
| 1. československá fotbalová liga 1984/85 | 25     | 3    | TJ Spartak Trnava     |
| 1. československá fotbalová liga 1985/86 | 26     | 5    | TJ Spartak Trnava     |
| CELKEM 1. československá liga            | 268    | 54   |                       |